# ظفر (جماعت)
ظفر جماعت و شهرکی در جنوب‌غربی کشور تاجیکستان است که در ناحیهٔ فرخار ولایت ختلان قرار دارد. جمعیت این جماعت ۹٬۲۶۳ است.